# هاند ريمي

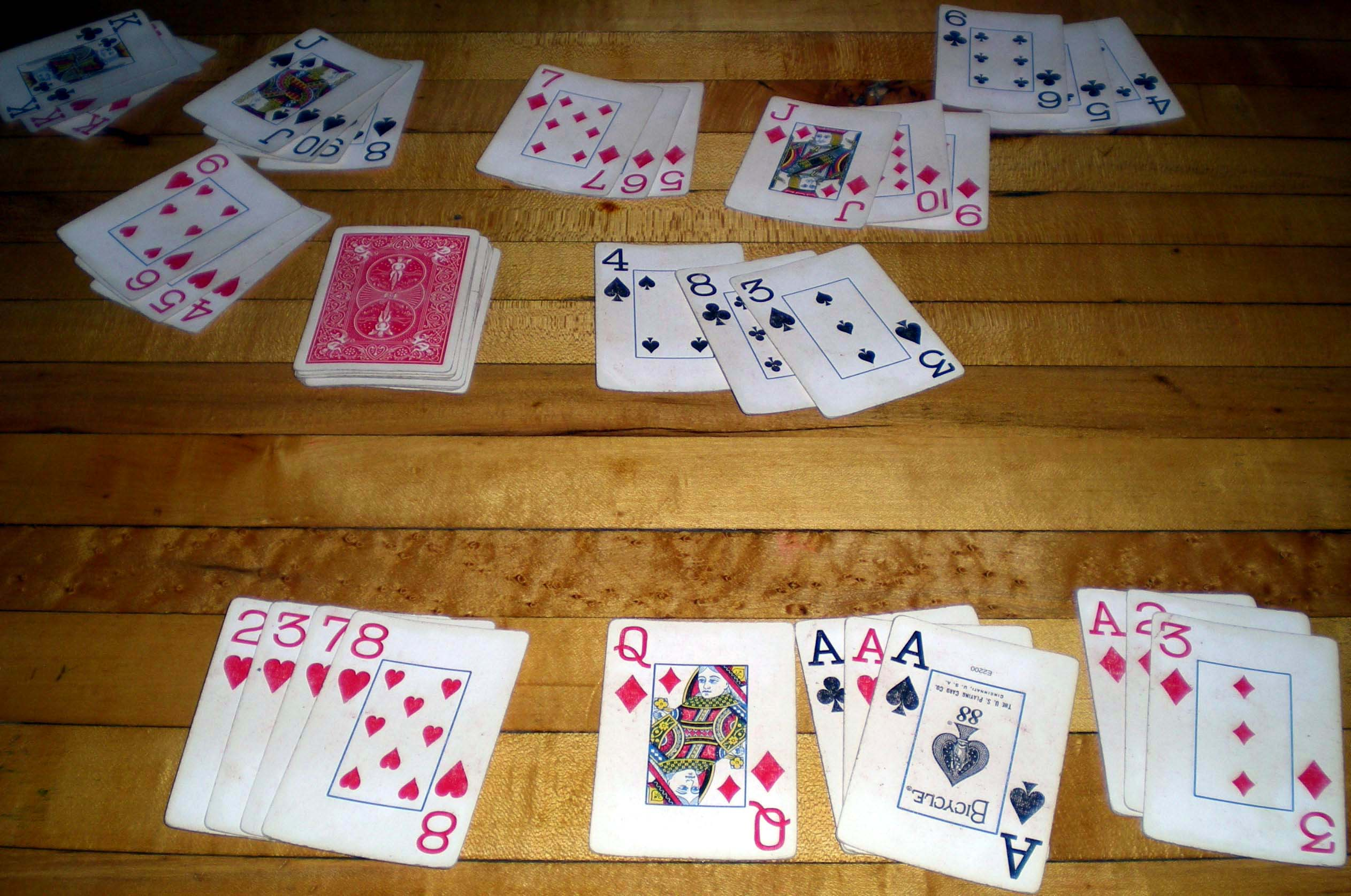

لعبة الهاند أو الكونكان هي لعبة تقليدية تعتمد على الذكاء الذي يتمتع مع الشخص من خلال اللعب.
وتعد لعبة الهاند من اللعب المدرجة في البلدان العربية خاصة.

## طريقة اللعب
تكون بتوزيع لكل شخص 14 ورقة ما عدا الشخص الذي يكون على يمين الموزع حيث يحصل على 15 ورقة
تلعب الهاند عن طريق
جمع السريهات من نفس اللون والنوع اما تكون زهرة، بستوني، ديناري كوبه
وضع اوراق تحمل نفس الرقم لكن أنواع مختلفة معا
ويمكن وضع اقل شيء 3 اوراق.
يسحب كل لاعب ورقة من مجموعة الورق المتبقية ويرمي ورقة بديلة على الأرض، يحق للاعب سحب الورقة التي رماها اللاعب الذي قبله بشرط التنزيل ورق بمجموع 51 على الأقل (لا يحسب الورق المركب عند لاعبين آخرين) أو إنزال الورق بالكامل.
يجب أن يكون مجموع الأوراق في أول نزول لا يقل عن 51 (لا يحسب الورق المركب عند لاعبين آخرين)، بعد ذلك يمكن انزال أي مجموعه بشرط زياده عن النزول السابق له.
يمكن أن يتم انزال الورق بقيمة أقل من 51 وذلك في حلة النزول الكامل (هاند).
هاند عادي: هي أن ينزل اللاعب كامل أوراقه أمامه بدون أن يركب أوراق عند اللاعبين الآخرين أو يأخذ من الاوراق المرمية على الطاولة.
هاند ريمي: هي أن ينزل اللاعب كامل أوراقه مع تركيب بعضها عند لاعبين آخرين
الجوكر:
يستعمل الجوكر مكان أي ورقة ضمن المجموعة، وفي حال كان أحد اللاعبين يملك الورقة التي استعمل الجوكر مكانها يحق له استبدال ورقته بالجوكر بشرط انزالها ضمن مجموعة.
في حال استعمل الجوكر مع ورقتين متشابهتين في الرقم (مثال: جوكر، 9 سبات، 9 كوبة) يعتبر الجوكر مكان الورقتين المتبقيتين (9 بستون، 9 ديناري) ويجب على اللاعب أن يملك الورقتين لاستبدالها بالجوكر.
انهاء اللعبة:
في حال أن الشخص أنهى الفة ب هاند ريمي يحسب له 60 - وللباقي ضعف قيمة الأوراق المتبقية في يده أو 200 إذا لم ينزل نهائياً
اما إذا أنهى الفة ب هاند عادي يحسب له 30 - وللباقي قيمة الأوراق المتبقية في يده أو 100 إذا لم ينزل نهائياً
في حال رمي الجوكر على النار يجوز على اللعب الذي يليه سحب جوكر

## حساب الأوراق
في النزول:
يحسب الجوكر حسب قيمة الورقة المستعمل مكانها
يحسب الآص بقيمة 1 إذا كان مستعمل في مجموعة (1,2,3) ويحسب 10 إذا كان ضمن مجموعة (A,A,A) ويحسب 10 إذا كان في مجموعة (J,Q,K,A)
في حساب الأوراق المتبقية في اليد:
يحسب الجوكر 10 ويحسب الآص 10
ويحق لك تفريش (إلغاء اللعبة)في حالة وجود 3ملادين والجوكر معك أو 4 ملادين
ويقصد بالملدون أن تكون ورقتان متشابهتان من نفس النوع ونفس الرقم